# الصماعرة (الحيمة الخارجية)

تعديل مصدري - تعديل

الصماعرة هي إحدى قرى عزلة الحطب بمديرية الحيمة الخارجية التابعة لمحافظة صنعاء، بلغ تعداد سكانها 87 نسمة حسب تعداد اليمن لعام 2004.